# 생쥐와 인간 (스타인벡)

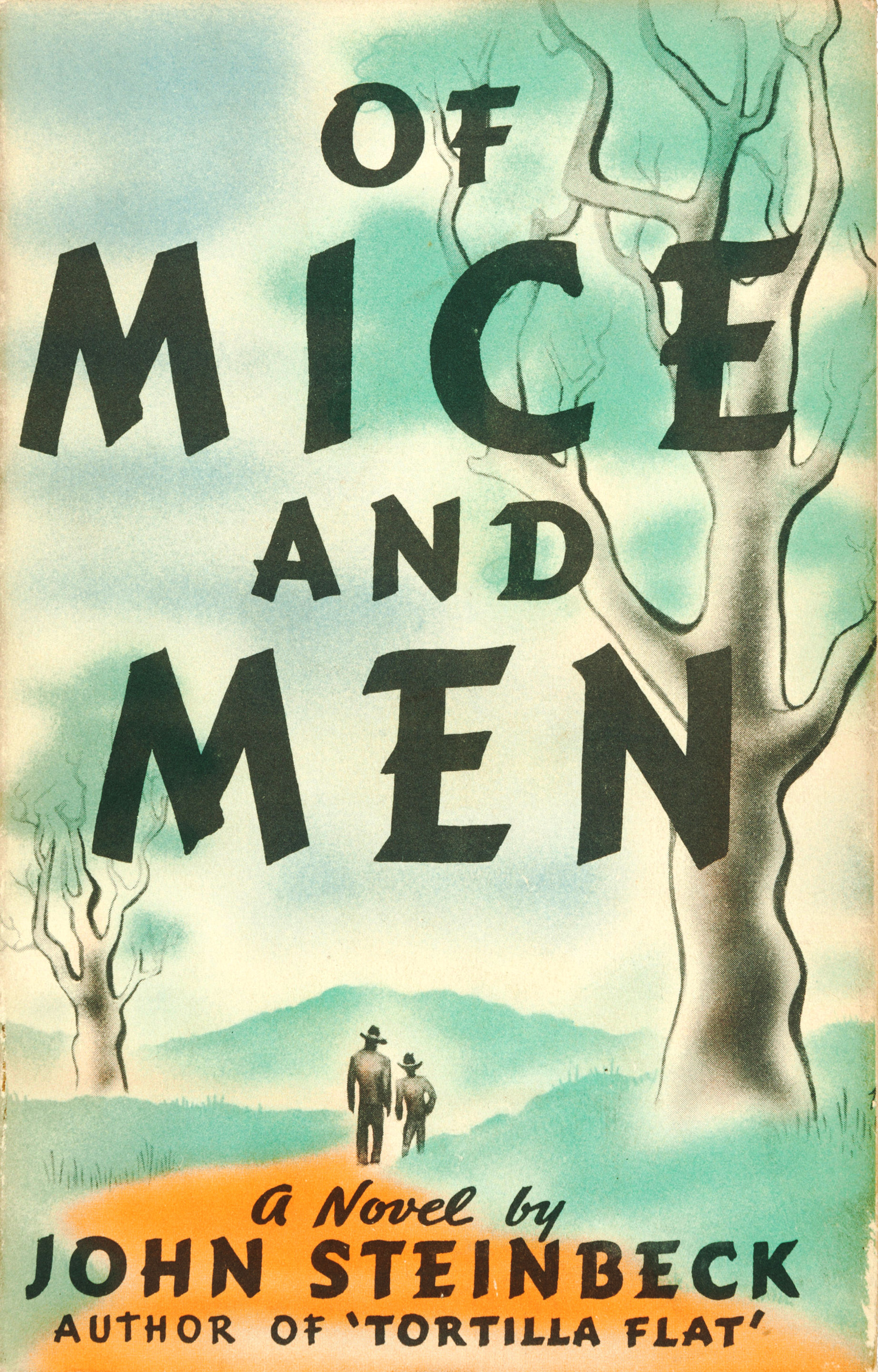

《생쥐와 인간》은 존 스타인벡이 쓴 중편 소설이다. 1937년에 출판된 이 책은 미국의 대공황 기간 동안 새로운 일자리를 찾아 캘리포니아 로 이주한 두 명의 목장 이주 이주 노동자인 조지 밀턴과 레니 스몰의 경험을 서술하고 있다.
스타인벡은 1910년대 십대에 농장 이주 노동자들과 함께 일한 자신의 경험을 바탕으로 소설을 작성했다. 제목은 로버트 번스의 시 " 쥐에게(To a Mouse)"에서 따왔다. (생쥐와 인간의 최선의 계획은 / 종종 잘못된다. )
《생쥐와 인간》은 저속한 내용과 일부 사람들이 모욕적이고 인종 차별적인 언어로 간주하는 검열의 빈번한 대상이었다. 결과적으로 그것은 미국 도서관 협회의 21세기 가장 도전적인 책 목록에 나타난다.

## 구성
대공황 기간 동안 캘리포니아에 있는 농장에서 일하는 두 명의 현장 이주 노동자(지능은 높지만 교육을 받지 못한 조지 밀턴과 덩치가 크고 건장 하지만 정신 장애가 있는 남자 레니 스몰)는 캘리포니아의 다른 지역으로 가는 도중 솔레다드에 있다. 그들은 언젠가 자신의 땅에 정착하는 꿈을 이루기를 희망한다. 레니가 꿈꾸는 부분은 부드러운 동물을 만지는 것을 좋아하기 때문에 항상 실수로 토끼를 죽이기는 하지만 농장에서 토끼를 돌보고 쓰다듬는 것이다. 이 꿈은 레니가 가장 좋아하는 이야기 중 하나이며 조지는 끊임없이 반복한다. 그들은 레니가 젊은 여성의 치마를 잡고 놓지 않자 위드를 피해 달아 나며 강간 혐의를 받았다. 두 사람이 친밀하고 조지가 레니의 장난에도 불구하고 레니의 보호자라는 것이 곧 분명해진다.
농장에 고용된 후 두 사람은 나폴레옹 콤플렉스를 가진 보스의 작고 공격적인 아들인 컬리와 마주하게 된다. 컬리는 레니를 노리기 시작한다. 컬리의 도발적이고 도발적인 미성년 아내, 레니에게 단숨에 끌리는 것도 문제다.
문제에도 불구하고, 캔디가 조지와 레니와 함께 월말에 농장을 살 수 있도록 350달러를 제안하고 함께 살 수 있는 허락을 받는 대가로 그들의 꿈은 현실을 향해 도약한다. 세 사람은 황홀하지만, 컬리가 레니를 공격하자 그들의 기쁨은 가려졌다. 레니는 조지의 재촉을 받으면서 컬리의 주먹을 쉽게 부수어 자신을 방어한다.
그럼에도 불구하고 조지는 다른 목장 손과 함께 마을로 들어가는 동안 레니를 목장에 남겨 둘 정도로 마음이 한결 편안해졌다. 레니는 마구간을 방황하고 흑인이라는 이유로 다른 노동자들과 고립된 씁쓸하지만 교육받은 마구간 숫사슴 크룩스와 대화를 나눈다. 캔디는 그들을 발견하고 농장에 대한 계획에 대해 크룩스와 의논한다. 크룩스는 그 가능성을 경멸하기는 하지만 농장에 정원 패치를 괭이질할 수 있는지 묻지 않을 수 없다. 컬리의 아내가 다시 나타나 남자들, 특히 레니와 시시덕거린다. 그러나 그녀의 악의적인 측면은 그녀가 그들을 얕잡아보고 크룩스를 린치 하겠다고 위협할 때 나타난다.
다음날 레니는 강아지를 쓰다듬다가 실수로 강아지를 죽이다. 컬리의 아내는 헛간으로 들어가 레니에게 자신이 외롭다는 사실과 영화배우의 꿈이 무너진 것을 인정하며 그녀의 성격을 드러낸다. 레니의 습관에 대해 알게 된 후, 그녀는 레니에게 머리를 쓰다듬어 주겠다고 제안하지만 그의 힘을 느끼자 당황하고 비명을 지르기 시작한다. 레니는 겁에 질려 본의 아니게 목을 부러뜨리고 도망친다. 다른 목장 손이 시체를 찾으면 그를 죽이려는 린치 몹을 형성하고 수색을 시작하기 전에 경찰에 보낸다. 조지는 그들의 꿈이 끝났다는 것을 재빨리 깨닫고 레니가 곤경에 처할 경우를 대비해 그들이 지정한 만남의 장소(책 초반에 야영을 했던 강둑)에 그가 있기를 바라며 서둘러 레니를 찾는다.
조지는 목장에 오기 전에 캠핑장에서 레니를 만난다. 두 사람은 함께 앉아 있고 조지는 결코 공유할 수 없는 것임을 알면서도 꿈에 대한 사랑하는 이야기를 다시 들려준다. 근처에 있는 린치 몹의 말을 들은 조지는 레니를 쏘는데, 레니는 그것이 몹의 손에 죽는 것보다 더 자비로운 죽음임을 알았다. 컬리, 슬림 및 칼슨은 몇 초 후에 도착한다. 오직 슬림만이 무슨 일이 일어났는지 깨닫고 위안을 삼아 그를 데려간다. 컬리와 칼슨은 두 남자의 차분한 분위기를 이해할 수 없다는 듯이 쳐다본다.

## 캐릭터
- 조지 밀턴: 레니의 보호자이자 가장 친한 친구인 눈치가 빠른 남자. 레니와의 우정은 더 나은 미래의 꿈을 유지하는 데 도움이 된다. 그는 어렸을 때부터 레니를 놀리는 일에 매여 있었다.  그는 소설에서 스타인벡에 의해 "작고 빠르며", 그의 모든 부분이 가느다란 팔에 작고 강한 손으로 "정의된" 것으로 묘사된다. 그는 검은 얼굴과 "안절부절 못하는 눈", "가늘고 뼈 있는 코"를 포함한 "날카롭고 강한 이목구비"를 가지고 있다.
- 레니 스몰 : 정신적으로 장애를 가지고 있지만 거대하고 육체적으로 강한 남자로 조지와 함께 여행하며 그의 변함없는 동반자이다.[4] 그는 "파타 '란'으로 생활하고 토끼를 돌볼 수 있는 꿈을 꾼다. 부드러운 것에 대한 그의 사랑은 약점이다. 주로 그는 자신의 강점을 알지 못하기 때문에 결국 자신을 망치게 만든다. 스타인벡은 자신의 외모를 조지의 "반대"로 정의하여 "거대한 남자, 형체 없는 얼굴, 크고 창백한 눈" 및 "넓고 경사진 어깨"라고 썼다. 레니는 "곰이 앞발을 끄는 것처럼" 발을 약간 끌어 무겁게 걷다. 그리고 그의 팔은 옆으로 흔들리지 않고 느슨하게 매달려 있다고 덧붙이다.
- 캔디 : 늙어가는 목장 잡역부 캔디는 사고로 손을 잃고 목장에서 앞날이 걱정된다. 자신의 나이가 그를 쓸모없게 만드는 것이 두려워 그는 자신과 레니가 갖게 될 농장에 대한 조지의 설명을 붙잡고 조지와 레니와 함께 토지를 소유할 수 있다면 평생의 저축을 제안한다.
- 슬림 : "저크라인 스키너", 노새 팀의 메인 드라이버이자 "목장의 왕자". 슬림은 많은 등장인물에게 크게 존경을 받으며 컬리가 존경하는 유일한 캐릭터이다. 그의 통찰력, 직관, 친절 및 타고난 권위는 자동으로 다른 목장의 손을 그에게 이끌며, 그는 조지와 레니 사이의 유대를 완전히 이해하는 유일한 인물이다.
- 컬리 : 보스의 아들, 젊고 사나운 캐릭터, 한때 세미 프로 복서. 그는 일부 아이러니하게도 "편리한" 사람으로 묘사되는데, 이는 부분적으로 그가 왼손에 바셀린으로 가득 찬 장갑을 끼고 있기 때문이다. 그는 아내를 매우 질투하고 보호하며 즉시 레니를 싫어하게 된다. 어느 시점에서 컬리는 레니가 자신을 웃는 것처럼 보이는 것을 보고 화를 내고, 레니가 그에 맞서 싸운 후 손에 끔찍하게 상처를 입는다.
- 컬리의 아내 : 젊고 예쁜 여자로 남편의 불신. 다른 등장인물들은 그녀를 "컬리의 아내"라고만 부른다. 스타인벡은 "그녀는 사람이 아니라 상징이다. 그녀는 호일을 제외하고는 기능이 없다 – 그리고 레니에게 위험하다."[4] 컬리의 아내가 자신의 아름다움에 집착하는 것은 결국 그녀의 죽음을 촉발하는 데 도움이 된다. 그녀는 레니가 겉보기에 무해한 방종으로 그녀의 머리를 쓰다듬는 것을 허용했지만, 그녀는 레니가 그에게 "사색하는 것"을 막으라고 소리쳤을 때만 화를 냈다. 레니는 그녀의 고함을 멈추려 하고 결국 실수로 그녀의 목을 부러뜨려 죽이다.
- 크룩스 : 검은 마구간 손인 크룩스는 굽은 등받이에서 이름을 따왔다. 거만하고 냉소적이며 피부색 때문에 다른 남자들과 고립되어 있다. 그 자신에도 불구하고 크룩스는 레니를 좋아하게 되었고, 자신의 땅을 사겠다는 헛된 꿈을 쫓는 수많은 남자들을 보았다고 주장하지만, 그는 레니에게 그들과 함께 정원에서 괭이질을 해도 되는지 묻다. 크룩스는 보다 합리적이고 인간적인 관점에서 사물을 보는 보다 친밀한 개인이다.
- 캔디의 개 : "늙은", "냄새 나는", "절뚝이"로 묘사되고 칼슨에 의해 살해된 시각 장애인 개.
- 칼슨 : "두꺼운" 목장 손인 그는 캔디의 개를 죽이다.
- 보스 : 컬리의 아버지, 목장장. 캔디에 따르면 목장은 "큰 토지 회사"가 소유하고 있다.
- 위트 : 젊은 목장 손.

## 테마
스타인벡은 책 전반에 걸쳐 꿈을 강조한다.  조지는 독립하고, 자신의 보스가 되고, 농가를 소유하고, 가장 중요하게는 "누군가"가 되기를 열망한다. 레니는 독립된 농가에서 조지와 함께하고 부드러운 물건에 대한 집착을 해소하기를 열망한다. 캔디는 개의 죽음으로 잃어버린 자신의 책임과 조지의 농가에서 노년을 위한 안전을 다시 주장하기를 열망한다. 크룩스는 자긍심, 안전, 그리고 무엇보다도 수용을 표현할 수 있는 작은 농가를 열망한다. 컬리의 아내는 배우가 꿈이고, 컬리와 결혼하면서 잃어버렸던 명성에 대한 욕망을 충족시키고, 외로움을 끝내기 위해.
외로움은 여러 캐릭터의 삶에서 중요한 요소이다. 캔디는 개가 사라진 후 외로워한다. 컬리의 아내는 그녀의 남편이 그녀가 바라던 친구가 아니기 때문에 외롭다. 그녀는 목장의 남자들과 시시덕거림으로써 그녀의 외로움을 처리하고, 컬리는 그의 학대와 질투를 증가시킨다. 조지와 레니의 교제는 외로움의 결과이다. 크룩스는 주제를 다음과 같이 솔직하게 말한다. "남자는 아무도 없으면 미쳐간다. 그 사람이 누군지 상관하지 마십시오. 그는 당신과 함께 있기 때문이다." 저자는 스페인어로 "고독"을 의미하는 Soledad 라는 마을 근처에 이야기를 배치함으로써 미묘한 방법을 통해 이 주제를 더욱 강화한다.
동료애의 필요성에도 불구하고 스타인벡은 서로에게 비인간적인 행동을 함으로써 형성된 장벽을 통해 외로움이 지속되는 방법을 강조한다. 컬리의 아내의 외로움은 컬리의 질투에 의해 지지되고, 이는 모든 목장에서 그녀를 피하게 만든다.
스타인벡의 등장인물은 지적, 경제적, 사회적 상황 때문에 무력한 경우가 많다. 레니는 캐릭터 중 가장 뛰어난 체력을 가지고 있으므로 목장에서 일할 때 존경심을 불러일으킬 것이다. 그러나 그의 지적 장애는 이것을 약화시키고 그의 무력함을 초래한다. 많은 목장 소유주가 대공황의 희생자가 되면서 경제적 무력감이 확립되었다. 조지, 캔디 및 크룩스는 긍정적이고 행동 지향적인 캐릭터이므로 농가를 구입하고 싶지만 대공황으로 인해 충분한 돈을 벌지 못한다. 레니는 기본적으로 자신을 돌볼 수없는 유일한 사람이지만 다른 캐릭터는 그들이 원하는 개선된 환경에서이 작업을 수행한다. 그렇게 할 수 없기 때문에 레니의 정신적 핸디캡의 진정한 위험이 전면에 온다.
인간의 상호작용과 관련하여 억압과 학대의 악은 컬리와 컬리의 아내를 통해 예시된 주제이다. 컬리는 공격적인 성격과 우월한 지위를 이용해 아버지의 농장을 장악하려 한다. 그는 끊임없이 농장 손을 질책하고 일부는 그의 아내와 장난을 쳤다고 비난한다. 컬리의 나폴레옹 콤플렉스는 사소한 사건에 대해 농장의 손을 위협하는 것으로 입증된다. 반면에 컬리의 아내는 육체적인 것이 아니라 언어로 조종하는 사람이다. 그녀는 자신의 성적 매력을 이용해 관심을 끌며 농장에서 손을 만지작거린다. The Penguin Teacher's Guide for Of Mice and Men 에 따르면 컬리와 컬리의 아내는 이민자를 다양한 방식으로 억압하고 학대한다는 점에서 악을 나타낸다.
조지가 레니(진짜 위험에 처한 사람)를 보호할 수 없을 때 등장인물들의 야망이 무너지면서 운명이 가장 무겁게 느껴진다. 스타인벡은 이것을 "일어난 일"로 표현하거나 그의 친구가 그를 위해 만들어 준 "비목적론적 사고" 또는 "생각하는 중"으로 표현하며, 이는 비판단적 관점을 가정한다.
Of Mice and Men은 고유한 한계가 존재하고 온갖 몸부림과 고군분투에도 불구하고 때때로 존재의 환경이 그들이 원하는 동화 같은 삶을 살 수 있는 능력을 제한한다는 생각과 연관될 수 있다. 소설 제목 자체에서도 "물론 제목은 로버트 번즈의 시에서 발췌한 것으로 인간 노력의 헛됨이나 인간 욕망의 헛됨을 강조하는 시"라고 언급하고 있다.
동물도 이야기에서 중요한 역할을 한다. 왜가리는 소설의 시작 부분에서 풍경의 아름다운 부분에서 끝 부분에서 포식자로 전환한다. 엔딩 챕터는 반복적인 성격에 호기심이 많은 뱀을 잡아먹는 헤론의 귀환으로, 끊임없이 빼앗기는 인간의 꿈을 상징한다.
《생쥐와 인간》 은 스타인벡이 한 평론가에 의해 "극 소설"이라고 불리는 소설극 형태로 글을 쓰려는 첫 시도였다. 각각 2장씩 3막으로 구성된 이 작품은 소설이자 극의 대본이 될 예정이다. 길이는 30,000단어에 불과하다. 스타인벡은 대사를 그대로 쓸 수 있는 소설이나 소설처럼 읽을 수 있는 연극을 쓰고 싶었다.
스타인벡은 원래 그 책의 제목을 'Something That Happened' (그 책의 사건을 "일어난 일"이라고 언급했는데, 이야기에서 펼쳐지는 비극에 대해 누구도 진정으로 비난할 수 없기 때문)라고 명명했다. 그러나 그는 Robert Burns의 시 To Mouse를 읽은 후 제목을 바꾸었다 . 번즈의 시는 화자가 밭을 갈다가 쥐의 집을 파괴한 것에 대해 느끼는 후회에 대해 이야기한다.

스타인벡은 이 책과 분노의 포도를 지금의 캘리포니아 몬테 세레노에서 썼다. Of Mice and Men 의 초기 초안은 스타인벡의 개가 먹었다. 그는 1936년 편지에서 다음과 같이 설명했다.
어느 날 밤 홀로 남겨진 내 세터 강아지 [토비]가 내 [원고] 책의 절반 정도를 색종이 조각으로 만들었다. 두 달 동안 [원문 그대로] 다시 작업을 수행한다. 그것은 나를 다시 설정한다. 다른 초안은 없었다. 나는 꽤 화가 났지만 불쌍한 꼬마가 비판적으로 행동했을 수 있다.
Penguin의 1994년 판 서문에서 Susan Shillinglaw는 스타인벡이 Stanford를 중퇴한 후 거의 2년 동안 캘리포니아를 돌아다니며 밀과 사탕무를 수확할 Spreckels Sugar의 목장에서 일자리를 찾았다. 스타인벡은 1937년 The New York Times에 다음과
나는 이야기가 놓여있는 같은 나라에서 일했다. 캐릭터는 어느 정도 합성이다. 레니는 실존 인물이었다. 그는 지금 캘리포니아의 정신병원에 있다. 나는 여러 주 동안 그와 함께 일했다. 그는 소녀를 죽이지 않았다. 그는 목장 주인을 죽였다. 상사가 친구를 해고하고 갈퀴로 배를 찔러서 아팠다. 몇 번인지 말하기 싫다. 나는 그가 하는 것을 보았다. 너무 늦을 때까지 그를 막을 수는 없었다.

## 반응
당시까지 그의 작품 중 가장 긍정적인 반응을 얻은 스타인벡의 소설 은 출판되기 전에 이달의 책 클럽 선정으로 선정되었다. 이 작품에 대한 찬사는 Maxine Garrard( Enquirer-Sun ), Christopher Morley, Harry Thornton Moore( New Republic )를 비롯한 많은 저명한 비평가들로부터 나왔다. New York Times의 평론가인 Ralph Thompson은 이 소설을 "궁극의 멜로드라마에 대한 웅대하고 작은 책"이라고 묘사했다. 영국에서는 BBC의 2003년 조사 The Big Read에서 "전국에서 가장 사랑받는 소설" 52위에 올랐다.
이 소설은 " 안락사 촉진", "인종 비방 묵인", "반기업", 욕설, 일반적으로 "저속한" "모욕적인 언어" 및 인종 고정 관념을 포함하고 이러한 고정 관념이 학생들에게 미치는 부정적인 영향. 금지 및 제한 사항 중 많은 부분이 해제되었으며 다른 많은 미국, 호주, 아일랜드, 영국, 뉴질랜드 및 캐나다 고등학교에서 필수 읽기로 남아 있다.
검열의 빈번한 대상이 된 결과 Of Mice and Men 은 미국 도서관 협회(American Library Association)의 상위 100 금지/문제가 있는 도서 목록: 2000-2009(5위) 및 상위 100 금지/문제가 있는 도서 목록에 나타난다. : 2010-2019(28번). Of Mice and Men 은 1936년에 출판된 이래로 54번의 도전 그러나 Thomas Scarseth를 비롯한 학자들은 그 문학적 가치를 주장하여 책을 보호하기 위해 싸웠다. Scarseth에 따르면 "진정한 위대한 문학에서 삶의 고통은 예술의 아름다움으로 바뀝니다."